# Салинь Едуард Петрович
Салинь Едуард Петрович (1894, Ліфляндська губернія — 26 серпня 1938) — співробітник ЧК-ОГПУ-НКВД, Повноважний представник (ПП) ОДПУ по Криму, начальник Управління НКВС по Омській області з 1934 по 1937.

## Біографія
Народився в сім'ї латиського батрака. 3-класна школа; церковно-парафіяльне училище. В армії з 1915 р — рядовий, потім молодший офіцер 5-го латиського батальйону.
Після жовтня 1917 перебував на території, окупованій німцями, був заарештований як більшовик, втік. У квітні-листопаді 1918 — рядовий 9-го латиського стрілецького полку. У 1918—1919 голова Діклінської волосної ради Вольмарського повіту. Командир 1-го батальйону 540 полку 17-ї стрілецької дивізії (1919—1920).

### На службі в ВЧК-ГПУ-НКВД
Комісар управління ОВ ВЧК (1920). Уповноважений відділення ОВ ВЧК (1920—1921). Начальник спецвідділення ОВ ВЧК-ГПУ (1921—1922). Помічник начальника ОВ ГПУ (1922). Заступник начальника КРВ ГПУ СРСР (1922—1924).
Начальник частини прикордонної охорони ПП ОДПУ по ЛВО (1924—1926). Начальник управління прикордонної охорони військ ГПУ ПП ОГПУ по ЛВО (1926—1930).
Повпред ОДПУ по Кримській АРСР (1930—1934), начальник УНКВД Кримської АРСР (1934). Брав участь у засіданні керівників ОГПУ 30 січня 1930 про ліквідацію куркульства.
Начальник новосформованого (у зв'язку зі створенням Омської області) УНКВД Омської області (1934—1937). Частина чекістських кадрів Салинь привіз із собою з Криму, в тому числі кілька латишів. У березні 1936 — старший майор держбезпеки.
Постановою Політбюро «Про антирадянські елементи» від 2 липня 1937 року, підписаним Сталіним, Салинь був затверджений до складу трійки по Омській області. Тією ж постановою Політбюро, по Омській області були затверджені 479 осіб намічених до розстрілу і 1959 чоловік до висилки. Однак, навіть таке число репресованих було в кілька разів менше, ніж у сусідніх регіонах, і недостатня ініціативність у проведенні масового терору погубила Салиня . Він був звинувачений у саботажі боротьби з ворогами. Заарештовано 10 серпня 1937.
Засуджений ВКВС СРСР 26 серпня 1938 до вищої міри покарання. Розстріляний в той же день. Включений СБУ в список організаторів Голодомору.